# Honda CB 650 Four
Die CB 650 Four ist ein Mittelklasse-Motorrad der japanischen Firma Honda. Sie war das Nachfolgemodell der Honda CB 550 Four.

## Änderungen gegenüber dem Vorgänger CB550Four
Die Maschine baute weitestgehend auf der CB 550 Four auf. So wurden etwa Rahmen und Instrumente unverändert übernommen. Der Motor wurde ebenfalls übernommen, jedoch der Hubraum auf 627 cm³ vergrößert. Somit leistete er 47 kW (63 PS) bei 9.000 min−1. Damit war die Leistung der CB 650 Four auf dem Niveau der 750er Klasse, allerdings mit einem Gewichtsvorteil wegen des leichteren Rahmens. In Deutschland wurden häufig auf Grund der Versicherungsklassen Modelle mit einer auf 50 PS (37 kW) begrenzten Leistung angeboten.

## Modellpflege und Schwächen
Bis 1980 gab es die typische 4-in-1-Auspuffanlage, danach eine 4-in-2-Anlage. 1981 wurden der Zylinderkopf und die Vergaser überarbeitet. Ab 1982 wurde ein neuer Tropfentank sowie andere Seitendeckel und Luftfilterkästen verwendet. Weitere Modifikation war eine Doppelscheibenbremse vorne.
Die werksmäßig verbauten Schwingenlager aus Kunststoff und die einfachen Kugellager am Lenkkopf überzeugten im Fahrbetrieb nicht. Viele Motorradbesitzer tauschten deshalb die Schwingenlager gegen Nadellager und das Lenkkopfkugellager gegen eine Version aus Kegelrollen aus.

## Varianten
Von 1981 bis 1982 wurde das Modell Honda CB 650 SC (Produktkode 460) ebenfalls mit 63 PS (46 kW) als Softchopper angeboten. Eine weitere Variante war die Honda CB 650 C – ebenfalls ein Softchopper.